# Karel van Hessen-Philippsthal-Barchfeld
Karel August Filips Lodewijk van Hessen-Philippsthal-Barchfeld (Barchfeld, 27 juni 1784 - Philippsthal, 17 juli 1854) was van 1803 tot aan zijn dood landgraaf van Hessen-Philippsthal-Barchfeld. Hij behoorde tot het huis Hessen-Kassel.

## Levensloop
Karel was de oudste zoon van landgraaf Adolf van Hessen-Philippsthal-Barchfeld uit diens huwelijk met Louise, dochter van hertog Anton Ulrich van Saksen-Meiningen.
In 1803 volgde hij zijn vader op als landgraaf van Hessen-Philippsthal-Barchfeld. In 1806 werden zijn gebieden bezet door de troepen van Napoleon en in 1807 overgeheveld naar het nieuw opgerichte koninkrijk Westfalen. Na de nederlaag van Napoleon in de Slag bij Leipzig kreeg Karel in 1813 zijn gebieden terug, zij het onder de suzereiniteit van het keurvorstendom Hessen.
Eerst diende hij in het Pruisische leger, maar later stapte hij over naar het Russische leger. Hij nam deel aan de Napoleontische oorlogen en vocht in 1812 mee in de Slag bij Borodino, waarbij hij het leven redde van zijn zwaargewonde broer Ernst. Nadat hij afscheid nam uit het Russische leger, vervoegde hij het leger van het keurvorstendom Hessen. In 1836 werd Karel bevorderd tot luitenant-generaal.
In het latere deel van zijn leven woonde hij in Slot Augustenau in Herleshausen. Karel overleed in juli 1854 op 70-jarige leeftijd, exact 51 jaar na het overlijden van zijn vader.

## Huwelijken en nakomelingen
Op 19 juli 1816 huwde hij in Öhringen met Augusta (1793-1821), dochter van vorst Frederik Lodewijk van Hohenlohe-Ingelfingen. Ze kregen twee dochters:
- Bertha (1818-1888), huwde in 1839 met vorst Lodewijk Willem van Bentheim-Steinfurt
- Emilie (1821-1836)

Op 10 september 1823 huwde Karel in Steinfurt met zijn tweede echtgenote Sophia (1794-1873), dochter van vorst Lodewijk Willem van Bentheim-Steinfurt. Ze kregen vier zonen:
- Victor (1824-1846)
- Alexander (1826-1841)
- Alexis (1829-1905), landgraaf van Hessen-Philippsthal-Barchfeld
- Willem (1831-1890), admiraal in de Pruisische en Oostenrijkse marine

- Gemeinsame Normdatei: 1023898349
- Virtual International Authority File: 257662848
- WorldCat: E39PBJht7m4KqgHBPdjcYbGvHC